# Selezione di pallavolo maschile della Groenlandia
La selezione di pallavolo maschile della Groenlandia è una squadra europea composta dai migliori giocatori di pallavolo della Groenlandia ed è posta sotto l'egida della Federazione pallavolistica della Groenlandia.

## Risultati
La nazionale di pallavolo maschile della Groenlandia non ha mai partecipato alla fase finale di alcun torneo.